# Friedrich Oltmanns
Johann Friedrich Oltmanns (11 de julio de 1860, Oberndorf - 13 de diciembre de 1945) fue un taxónomo botánico, y algólogo alemán.

## Biografía
En 1884 recibió su doctorado en la Universidad de Estrasburgo, después trabajó como asistente en la Universidad de Rostock (desde 1885). En 1893, fue nombrado profesor asociado de botánica en la Universidad de Friburgo, donde en 1902 se convirtió en profesor titular y director del jardín botánico. Con Max Verworn, Hermann Theodor Simon, Eugen Korschelt y otros, fue coeditor del 10º volumen de Handwörterbuch der Naturwissenschaften.
Fue el autor de los tres volúmenes de Morphologie und Biologie der Algen (Morfología y biología de las algas):
- Volumen 1: Chrysophyceae, Chlorophyceae.
- Volumen 2: Phaeophyceae, Rhodophyceae.
- Volumen 3: Morfología, reproducción, etc.)

## Honores

### Eponimia
Géneros de algas
- Oltmannsiella
- Oltmannsia, este género está circunscrito por el algólogo austríaco Josef Schiller (1877-1960).[3]

- La abreviatura «Oltm.» se emplea para indicar a Friedrich Oltmanns como autoridad en la descripción y clasificación científica de los vegetales.[4]